# 圣保罗都主教座堂

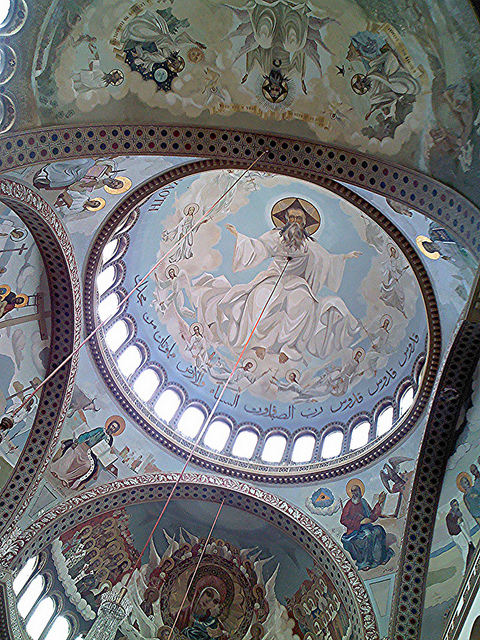

圣保罗都主教座堂 (葡萄牙語：Catedral Metropolitana Ortodoxa) 是一座位於巴西聖保羅的安条克暨全东方希腊正教牧首区的主教座堂，也是一座拜占庭復興式建築。該教堂內供奉著保罗。19世紀末，信奉东正教的黎巴嫩人移民至巴西，這座教堂就應運而生。